# گراد (بروس)
گراد (به صربی: Grad) یک منطقهٔ مسکونی در صربستان است که در بروس واقع شده‌است. گراد ۹۷ نفر جمعیت دارد.